# Alex Honnold
Alex Honnold (ur. 17 sierpnia 1985 w Sacramento, Kalifornia) – amerykański wspinacz, znany z trudnych i szybkich przejść klasycznych, w tym z klasycznych przejść bez asekuracji (ang. free solo) dróg na wielkich ścianach górskich. W czerwcu 2017 roku dokonał pierwszego w ogóle przejścia słynnej ściany El Capitan bez asekuracji i klasycznie, drogą Freerider, mającą blisko 900 metrów wysokości. Współpracował przy wielu projektach filmowych, z których najbardziej znany jest pełnometrażowy film dokumentalny Free Solo: ekstremalna wspinaczka o wspomnianej wspinaczce Honnolda bez asekuracji na El Capitan w 2017 roku i przygotowaniach do tego przejścia. Film ten został nagrodzony Oscarem w lutym 2019.

## Kariera wspinaczkowa
Honnold stał się szerzej znany wśród wspinaczy już w 2007 roku, gdy w Yosemite przeszedł bez asekuracji drogi Astroman i ścianą turni Rostrum w jeden dzień (jako drugi człowiek w historii; 20 lat wcześniej pierwszego takiego połączenia dokonał Peter Croft, sam Astroman miał jeszcze tylko jedno przejście bez asekuracji). W 2008 roku Honnold dokonał przejścia bez asekuracji 600-metrowej północno-zachodniej ściany Half Dome, uznane za przełomowe. Stało się ono tematem pierwszego szerzej znanego filmu o Honnoldzie (2010, Alone on the Wall, zob. lista filmów poniżej).
Wspinał się też i dokonał pierwszych przejść bez asekuracji w Kanadzie, Meksyku i Maroku. Poznał również rejony skalne Europy, w tym skały Wysp Brytyjskich, Hiszpanii, piaskowce nad Łabą (w Saskiej Szwajcarii), grecką wyspę Kalymnos.
Od 2009 roku ma on również dokonania w ramach wypraw w rejony oddalone od cywilizacji. Np. w Patagonii pobił dwa rekordy czasowe długich przejść graniowych, o wybitnie alpejskim, skalno-lodowym charakterze. Wytyczał nowe drogi na Borneo, Antarktydzie i w górach Afryki.
W 2015 wraz z Tommym Caldwellem został laureatem Złotego Czekana za przejście w lutym 2014 trawersu wszystkich turni masywu Fitz Roy w Patagonii. Uhonorowano go oraz filmy z jego udziałem także innymi nagrodami.

## W mediach
Jest głównym autorem książki autobiograficznej Alone on the Wall z 2015 roku (współautor David Roberts), mającej już kilka wydań oraz tłumaczenia na co najmniej 7 języków.
W lutym 2019 film Free Solo: ekstremalna wspinaczka w reżyserii Jimmy’ego China i Elizabeth Chai Vasarhelyi otrzymał Oscara jako najlepszy pełnometrażowy film dokumentalny. Film ten był nagradzany też wcześniej na festiwalach fachowych, np. w Polsce zdobył Grand Prix w konkursie filmowym na 16. Festiwalu Górskim w Krakowie (KFG) w grudniu 2018. W początku lutego 2019 otrzymał nagrodę Brytyjskiej Akademii Filmowej i Telewizyjnej BAFTA). W Polsce film ten miał oficjalną premierę kinową 14 marca 2019. Ma on też wersję IMAX.
Pierwszy szerzej znany film o Honnoldzie to Alone on the Wall z 2010 roku w reżyserii Petera Mortimera, o przejściu Half Dome bez asekuracji. Ujęcie z tego filmu znalazło się m.in. na okładce National Geographic z maja 2011. Również ten film zdobył główną nagrodę na festiwalu w Krakowie w grudniu 2010 (Grand Prix na 8. Krakowskim Festiwalu Górskim).
Od kilku lat Alex Honnold stał się postacią rozpoznawalną przez szeroką publiczność w USA, znalazł się na okładkach prasy popularnej, udzielał licznych wywiadów i prelekcji, brał udział w reklamach, w tym reklamie wielkiego banku. Przykładowo, wystąpił w popularnym programie „60 Minutes” sieci CBS i zgromadził widownię około 17 milionów. Poproszono go również o komentarz do scen wspinaczkowych z kilku głośnych filmów fabularnych, w tym wspinaczki bez asekuracji z filmu Mission: Impossible II z 2000 roku z Tomem Cruise’em – i w miesiąc (18 lutego-18 marca 2019) wywiad ten na YouTube zgromadził około 3,7 miliona widzów.
W kwietniu 2018 miał prelekcję na oficjalnej konferencji TED o wartych zauważenia ideach i osiągnięciach technologicznych. Wideo z tego wystąpienia na stronie ted.com w ciągu niespełna roku zgromadziło ponad 5 milionów odsłon, oraz 4 miliony odsłon na YouTube w niecałe 5 miesięcy (od 29 października 2018 do 20 marca 2019; tu spisany tekst tego wystąpienia).
Był w Polsce na festiwalach: w Łodzi, na 13. Explorers Festival w listopadzie 2011 i na 22. Festiwalu Górskim w Lądku Zdroju we wrześniu 2017. Jesienią 2017 roku magazyn „Góry” opublikował duży materiał o nim, ze zdjęciem na okładce.

## Fundacja i życie osobiste
W roku 2012 założył Honnold Foundation, która ma za cel poprawę warunków życia ludzi w trudnych warunkach, w tym wspomaga wykorzystanie energii słonecznej w krajach rozwijających się. Alex ma doświadczenia z wykorzystaniem paneli słonecznych umieszczonych na jego własnym vanie, w którym spędza bardzo dużo czasu i podróżuje pomiędzy rejonami skalnymi USA.
Mieszka w Las Vegas, gdzie wiosną 2017 roku kupił dom.
Dziadek Honnolda (zmarły w styczniu 2002) pochodził z Polski, jego matka (Dierdre Wolownick Honnold) jest z domu Wolownick i jak mówi sam Alex, „jest w 100% Polką”. Starsza o rok siostra ma na imię Stasia i zajmuje się długimi rajdami rowerowymi. Ojciec Alexa, Charles Forrest Honnold zmarł 18 lipca 2004 roku na atak serca w wieku 55 lat.
Alex jest związany z Sanni McCandless, która jest jedną z trzech głównych postaci drugoplanowych w filmie Free Solo i towarzyszyła mu w trakcie ceremonii wręczenia Oskara 24 lutego 2019.

## Ważniejsze wspinaczki

### Wielkie ściany, przejścia w zespole
- El Capitan, Freerider (VI 5.12d, 37 wyciągów, warianty klasyczne Alexandra Hubera z 1998 roku do Salathé Wall na pd.-zach. ścianie; najbardziej popularna z dróg klasycznych na ścianie El Capitan) październik 2006, w półtora dnia, 21. przejście klasyczne, Alex Honnold i Ben Gilkison; Honnold był bliski przejścia drogi w czystym stylu i bez jej znajomości, tzw. OS, jednak miał jedno odpadnięcie[19].
- Freerider, 22. przejście klasyczne: Alex Honnold, Brian Kimball, maj 2007, czas 20:30, 2 odpadnięcia, styl RP[19].
- El Capitan, Salathé Wall (VI 5.13b/c), październik 2007, 3 dni, 11. klasyczne przejście drogi, asekurował go John Robinson[19];
- Salathé Wall maj 2009, 12. klasyczne przejście drogi, 8 godzin, partner Sean Leary. Częściowo wspinali się równolegle, ponadto próbowali połączyć w łańcuchówkę z przejściem ściany Half Dome, ale przerwał im deszcz[19].

### Wielkie ściany, przejścia szybkie
- El Capitan, The Nose (Nos):
  - 11.2011, Hans Florine, Alex Honnold, 2:37 (nieklasycznie, zabrakło 35 sekund do ówczesnego rekordu, który 6.11.2010 ustanowili Dean Potter i Sean Leary, 2:36:45)[19].
  - 17.06.2012, Hans Florine, Alex Honnold, 2:23:46[19] (nieklasycznie), wówczas rekord czasowy (w międzyczasie rekord poprawił inny zespół, 10.2017, Brad Gobright, Jim Reynolds, 2:19:44)[19].
  - 30.05.2018, Alex Honnold, Tommy Caldwell, 2:10:15[19][20], wówczas rekord.
  - 4.06.2018, Honnold, Caldwell, 2:01:55[19], wówczas rekord.
  - 6.06.2018, Honnold, Caldwell, 1:58:07, aktualny rekord[19][21].
- El Capitan, 3 drogi w ciągu 24 godzin: Nos, Salathé Wall, Lurking Fear, Alex Honnold i Sean Leary, 2010[19].
- Yosemite Triple Crown, łańcuchówka (połączenie dróg, ‘link-up’) trzech ścian, w wersji pokonywanej klasycznie: 1. Mount Watkins, South Face; 2. El Capitan, Freerider; 3. Half Dome, Northwest Face Regular Route, 5.13a, 18-19 maja 2012, całość łącznie w 21:15, od godz. 16:45 do ok. 14:00, pierwsze całkowicie klasycznie, w czasie poniżej 24 godzin, partner Tommy Caldwell[19][22].
- Yosemite Triple Crown, łańcuchówka trzech ścian i klasyków doliny Yosemite: 1. Mount Watkins, południową ścianą, 19 wyciągów; 2. El Capitan, The Nose, 34 wyciągi; 3. Half Dome, Northwest Face Regular Route, 24 wyciągi, 5-6 czerwca 2012 – całość w 18 godzin 50 minut[19], samotnie, z minimalną asekuracją i ewentualnym łapaniem się haków (czyli nieklasycznie) na ok. 5% długości dróg.

### Wielkie ściany, przejścia bez asekuracji
- Yosemite, Washington Column, droga Astroman (5.11c, 330m) i Rostrum, North Face (5.11c, 240 m), wrzesień 2007[23], obie drogi free solo w jeden dzień (są one w odległości około 15 kilometrów w linii prostej).
- Angels Landing, Zion, Utah, droga Moonlight Buttress (5.12+, 360 m), 1.04.2008, klasycznie i samotnie bez asekuracji (free solo), czas 1 godzina 23 minuty (1:23)[24].
- Half Dome, Yosemite, droga Northwest Face Regular Route, (5.12a, 600 m), 6.09.2008, free solo, czas 2:50[19][25].
- Half Dome, Northwest Face Regular Route, maj 2012, free solo, czas 1:22[19].
- El Potrero Chico, stan Nuevo León, Meksyk, ściana El Toro, droga El Sendero Luminoso, (5.12d, 500 m), 16.01.2014, free solo, czas 3 godziny[26].
- Taghia, Maroko, Le Rouge Berbère (7b, 560 m), maj 2014; free solo OS, czas 2:30[27].
- El Capitan, Yosemite, droga Freerider, 5.12d, 3.06.2017, czas 3 godziny 56 minut (3:56)[1][19]. Pierwsze w historii przejście ściany El Capitan klasycznie i bez asekuracji.

### Przejścia wyprawowe
- Borneo, Mount Kinabalu, nowa droga z kanionu Low’s Gully, kwiecień 2009, trudności 5.12 i A2 (trudności hakowe), 500 m, przygotowywana pod przejście klasyczne (około 5.13), ale z przejściem czysto klasycznym całości nie zdążono. Ekipę wspinaczkową tworzyli Mark Synnott, Conrad Anker, Kevin Thaw, Jimmy Chin, Alex Honnold, Renan Ozturk. Była to pierwsza w ogóle egzotyczna wyprawa Honnolda[28].
- Patagonia, trawers masywu Fitz Roy (7 nazwanych szczytów), 12-16.02.2014, partner Tommy Caldwell, trudności do 7a w skali francuskiej, 5 km trudnych grani i iglic, około 4 km sumarycznego przewyższenia trudnym terenem wspinaczkowym, pierwsze przejście.
- Patagonia, trawers masywu Cerro Torre, Torre traverse[29], czas 20:40, 31.01.2016, partner Colin Haley, 2. przejście, pierwsze przejście jednodniowe (pierwszego w ogóle dokonali Colin Haley i Rolando Garibotti w 2008, w 4 dni).
- Afryka, Kenia, Mt Poi, nowa droga, 5.12, 700 m, The Cat, nowa droga,oraz inne drogi do 5.12+[30], grudzień 2016.
- Antarktyda, Ziemia Królowej Maud, Góry Drygalskiego, m.in. Mount Fenris[31], nowa droga, 400 m, partner Cedar Wright, 12.2017, oraz m.in. powtórzenie drogi Skywalk[31] z 1998 r. na Holtanna (2650 m).

### Wspinaczki na średnie i mniejsze formacje (1-9 wyciągów)
- The Phoenix w Yosemite, 13.06.2011, 5.13a, 50 m, free solo, 8 minut[32]; historycznie pierwsza droga o trudnościach 5.13a w USA.
- Squamish, The Chief (Stawamus Chief, oficjalnie Stawamus Chief Mountain, także Squamish Chief), Grand Wall Area, University Wall, 5.11, 8 wyciągów, 270 m, 25.08.2014, free solo, pierwsze przejście w tym stylu całej drogi.
- Klif Fair Head (inaczej Benmore), Irlandia Północna, droga Complete Screamer (brytyjska wycena E8 6b, amerykańska 5.12, 60 m), pierwsze przejście free solo, 5.06.2016.
- The Needles, Kalifornia, skała Warlock, Romantic Warrior (5.12b, 9 wyciągów, 300 m), free solo, wrzesień 2014; Honnold znał tę drogę z przejścia z liną w 2008 roku[33].
- Utah, Hong Kong Phooey, 5.13b, 100 m, 3 wyciągi, free solo, 11.03.2008, przedtem 2 dni prób. Bushido, 40 m, free solo, 9.03.2008.
- Jailhouse Rock Area, San Francisco, droga The Green Mile, trudności w skali amerykańskiej 5.14c (i francuskiej 8c+, stosowanej do bezpośredniego porównania z najtrudniejszymi drogami europejskimi). Technicznie najtrudniejsza w ogóle droga pokonana przez Honnolda (z asekuracją).
- Czad, Angola[34], Południowa Afryka, Kenia, Oman, Malezja, Chiny, buldery i skały do 200-300 m.
- Saska Szwajcaria, Wielka Brytania i Irlandia, Hiszpania.

### Małe formacje,Bouldering
- To Big to Flail, Bishop (Kalifornia), 2012, 15-metrowa (tzw. highball, upadek grożący poważnymi konsekwencjami) pionowa płyta z nierównościami na opuszki palców, pierwsze przejście w ogóle (free solo)[35].

## Filmy
- 2010 – Alone on the Wall (24 minuty), reżyseria Peter Mortimer, Sender Films 2010, o free solo na Half Dome.
- 2012 – Honnold 3.0, 2012, (około 30 minut), o solo na łańcuchówce Yosemite Triple Crown. Realizacja: Peter Mortimer, Nick Rosen, Josh Lowell, Alex Lowther. Produkcja: Sender Films, w serii Reel Rock Tour, odcinek 7.
- 2015 – A Line Across The Sky (trawers Fitz Roy), reżyseria Peter Mortimer i Josh Lowell. Sender Films, w serii Reel Rock, odcinek 10.
- 2018 – Free Solo: ekstremalna wspinaczka (Free Solo, 100 minut), reżyseria Elizabeth Chai Vasarhelyi i Jimmy Chin, National Geographic.
- 2018 – Ujęcia 360 stopni: Free Solo 360° Video – Climb El Capitan with Alex Honnold[36][37].

## Książki
- Alex Honnold, współautor David Roberts: Alone on the Wall, 2015, wydawnictwo W.W. Norton & Company, ISBN 978-0-393-24762-6. Kilka wydań, z 2015, 2016, 2018, tłumaczenia na niemiecki, francuski, włoski, hiszpański, czeski, japoński, chiński.
- Mark Synnott: The Impossible Climb. Alex Honnold, El Capitan and the Climbing Life, 2019 (premiera 5 marca 2019), wydawnictwo Dutton, ISBN 978-1101986646.

## Dalsza lektura
- Mark Synnott: ''Alex Honnold Completes the Most Dangerous Free-Solo Ascent Ever'' [online], nationalgeographic.com/magazine, 7 Minute Read, 3 października 2018 [dostęp 2019-04-03] (ang.). Brak numerów stron w książce Jest to wywiad na gorąco w dniu przejścia ściany El Capitan, 3 czerwca 2017 (scena tej rozmowy u stóp ściany widoczna jest w końcówce filmu Free Solo), bardzo poszerzony o znajomość motywacji Honnolda przez rozmówcę, ponadto uaktualniony wkrótce po amerykańskiej premierze filmu.
- Alex Lowther: Less and Less Alone: Alex Honnold [online], magazyn Alpinist, lato 2001 [dostęp 2019-04-03] (ang.). Brak numerów stron w książce Pełen faktów przeglądowy życiorys Honnolda, nie tylko wspinaczkowy, dokonany przez filmowca i dziennikarza znającego Alexa od lat (współpracowali już przy filmie Alone on the Wall z 2010 roku).
- James Lucas: Behind the Scenes of Alex Honnold's Freerider Free Solo. What it took to free solo El Capitan [online], magazyn Climbing, 8 sierpnia 2017 [dostęp 2019-04-03] (ang.). Brak numerów stron w książce
- Rich Roll: Live Beyond Fear: Jimmy Chin & Chai Vasarhelyi on 'Free Solo [online], youtube.com, Rich Roll Podcast, 2 grudnia 2018 [dostęp 2019-04-03] (ang.). Brak numerów stron w książce Bardzo pogłębiony wywiad z obojgiem reżyserów filmu Free Solo, odsłaniający rozterki i motywacje filmowców oraz wysiłek włożony w to, by film był zrozumiały dla szerokich grup odbiorców.